# Taras Carikaev
Taras Tajmurazovič Carikeav (in russo Тарас Таймуразович Царикаев?, angl. Taras Taymurazovich Tsarikayev; Vladikavkaz, 17 giugno 1989) è un ex calciatore russo, di ruolo difensore.

## Caratteristiche tecniche
Terzino destro, può giocare anche come terzino sinistro o come mediano

## Carriera

### Club
Vanta 9 presenze nelle competizioni UEFA per club.

### Nazionale
Ha giocato nelle nazionali giovanili russe Under-19 ed Under-20.

## Palmarès

### Club

#### Competizioni nazionali
- Supercoppa del Kazakistan: 1

Aqtóbe: 2014